# Глушков, Василий Степанович
Васи́лий Степа́нович Глушко́в (1 января 1927, Глушковы, Котельничский район, Кировская область, РСФСР, СССР ― 16 сентября 1994, Йошкар-Ола, Марий Эл, Россия) ― советский и российский деятель науки, юрист, преподаватель высшей школы. Председатель Верховного Суда Марийской АССР (1971―1990). Доцент кафедры права Марийского государственного университета (1990―1994), кандидат юридических наук (1979). Заслуженный юрист РСФСР (1969). Член КПСС.

## Биография
Родился 1 января 1927 года в д. Амосовская (ныне д. Глушковы) Котельничского района Кировской области в крестьянской семье. В 1944 году окончил 9 классов Молотниковской средней школы в родном районе. 
В 1944 году призван в РККА: до 1946 года ― курсант Челябинского военного авиационного училища штурманов. В 1946 году демобилизован из армии по болезни, до 1947 года лечился в разных госпиталях.
По возвращении домой продолжил учёбу в Котельнической средней школе Кировской области, а в 1952 году окончил Казанский юридический институт. Во время учёбы вступил в КПСС.
Направлен в Верховный суд Марийской АССР: член Верховного суда, председатель судебной коллегии по уголовным делам, с 1953 года ― заместитель председателя, с 1960 года ― первый заместитель председателя, в 1971―1990 годах ― председатель Верховного суда Марийской АССР.
В 1979 году успешно защитил кандидатскую диссертацию, кандидат юридических наук (1979).
После выхода в отставку в 1990 году стал преподавателем кафедры права Марийского государственного университета, фактически встав у истоков образования юридического факультета этого университета. В 1994 году ему присвоено учёное звание доцента.
Является автором книг «Советский суд воспитывает» (1977), «На страже справедливости» (1990) и свыше 30 научных работ по вопросам уголовного права, теории государства и права, роли суда в жизни общества, опубликованных в журналах «Советская юстиция», «Социалистическая законность», «Государство и право», «Правоведение» и др. В 2008 году в соавторстве с В. Ф. Габдрахмановым издана его посмертная книга «Право и суд в контексте истории и современности», где раскрыты историко-правовые аспекты деятельности марийского Верховного суда. 
В 1969 году ему присвоено почётное звание «Заслуженный юрист РСФСР». Дважды награждён Почётной грамотой Президиума Верховного Совета Марийской АССР.

## Признание заслуг
- Заслуженный юрист РСФСР (20 июня 1969)[3][4][5] ― за заслуги в укреплении социалистической законности
- Почётная грамота Президиума Верховного Совета Марийской АССР (1976, 1986)[3][4]

## Память
- В 2002 и 2007 годах в Марийском государственном университете прошли научно-практические конференции, посвящённые его юбилеям[3][4][13].
- Материалы о заслуженном юристе РСФСР В. С. Глушкове представлены в экспозиции Музея Правосудия Республики Марий Эл[14].